# Marlon Langeland
Marlon Valdés Langeland, född 1 juli 1999, är en norsk skådespelare. Han spelar rollen som Jonas Noah Vasquez i dramaserien SKAM, som sänds på NRK. Han spelar också rollen som Lukas i dramaserien Twin (2019), som sänds på NRK.